# Aeroportul Duncan Town
Aeroportul Duncan Town (IATA: DCT, ICAO: MYRD) este un aeroport din Bahamas ce deservește zona Ragged Island⁠(d).
Situat la o altitudine de 5 m, aeroportul dispune de o singură pistă.